# Mercedes (marca)
Mercedes es una marca de automóviles creada originalmente por Daimler-Motoren-Gesellschaft (DMG), utilizada por primera vez en el modelo 35 hp lanzado por la compañía en 1901. DMG comenzó a desarrollarse en 1900, después de la muerte de su cofundador, Gottlieb Daimler. Aunque la marca no se presentó como nombre comercial hasta el 23 de junio de 1902 y no se registró legalmente hasta el 26 de septiembre, se aplicó a un modelo de automóvil construido por Wilhelm Maybach según las especificaciones de Emil Jellinek, entregado el 22 de diciembre de 1900.
Según el contrato suscrito con Jellinek, el nuevo modelo emplearía un motor de nuevo diseño denominado "Daimler-Mercedes". Este nombre de motor es la primera instancia del uso del nombre Mercedes por parte de DMG. El diseño del automóvil más tarde se llamaría "Mercedes 35 hp". Cuando DMG se fusionó con Benz & Cie para formar "Daimler-Benz" en 1926, la nueva empresa se convirtió en propietaria de la marca Mercedes.

## Origen
Emil Jellinek era un diplomático austríaco de origen judío destinado en Niza, donde dirigía un rentable negocio de venta de automóviles. Como entusiasta de las carreras, había estado compitiendo con automóviles DMG bajo el seudónimo de "Mercédès", en honor a su hija, Mercedes Jellinek. Más adelante contrató a DMG para que le construyera una pequeña serie de automóviles deportivos, impulsados por un motor que oficialmente llevaba el nombre de su hija. Estos coches compitieron con mucho éxito, ganando un merecido reconocimiento que aumentó el interés de los clientes, lo que a su vez propició que Jellinek pasara a formar parte de la junta directiva de DMG. El modelo salió a la venta en 1901 bajo el nombre de Mercedes 35 hp, y significó un avance relevante en la historia del automóvil, y debido a su éxito, DMG comenzó a emplear el nombre en otros modelos como el Mercedes 8/11 hp y el Mercedes 40 hp Simplex. El propio Jellinek parece que se obsesionó con el nombre, e incluso cambió su apellido a Jellinek-Mercedes. Por su parte, Maybach renunció a DMG en 1907, y más adelante inició su propio negocio de fabricación de automóviles.
Posteriormente, el nombre Mercedes se usó para representar a DMG en otra nueva marca, Mercedes-Benz, creada en 1926 cuando se aplicó a todos los vehículos producidos por la nueva empresa, Daimler-Benz AG, como resultado de la fusión de Benz & Cie. y Daimler Motoren Gesellschaft en ese mismo año. El apellido de Carl Benz se mantuvo en la nueva marca, pero como DMG había vendido licencias exclusivas a empresas extranjeras, no podían usar legalmente en todos los países el nombre de su fundador (Daimler), y decidieron emplear el nombre de su modelo más popular.

## Historia de la serie Mercedes
Mercedes fue una marca de la Daimler Motoren Gesellschaft (DMG) que comenzó a desarrollarse en 1901, tras la muerte de su cofundador, Gottlieb Daimler.
El 30 de marzo de 1900, pocas semanas después del fallecimiento de Daimler, el ingeniero Wilhelm Bauer decidió por su cuenta participar con un automóvil DMG en la carrera de montaña La Turbie disputada en Niza, pero el coche se estrelló fatalmente tras chocar contra una roca en la primera curva mientras evitaba a los espectadores. Esto hizo que la firma alemana abandonara las carreras.
No obstante, Emil Jellinek llegó a un acuerdo con DMG el 2 de abril de 1900 prometiéndole la gran suma de 550.000 marcos de oro si Wilhelm Maybach le diseñaba un revolucionario automóvil deportivo, que más tarde se llamaría Mercedes 35 CV, del cual se debían entregar 36 unidades antes del 15 de octubre. El contrato también incluía un pedido de 36 automóviles DMG estándar de 8 hp. Jellinek pronto se convirtió en miembro del consejo de administración de la compañía y obtuvo la concesión exclusiva para el modelo, que se convertiría en el nuevo Mercedes 35 hp, para Francia, Austria, Hungría, Bélgica, y Estados Unidos de América. Sin embargo, la primera unidad no se entregó hasta el 22 de diciembre.
Jellinek estableció especificaciones estrictas para el nuevo modelo, señalando que "No quiero un automóvil para hoy o mañana, será el automóvil de pasado mañana". Enumeró varios parámetros nuevos para superar los problemas de muchos de los "carruajes sin caballos" mal diseñados de la época, que hacían que no fueran aptos para alcanzar altas velocidades y corriesen el riesgo de volcarse:
- Batalla larga y vía ancha para obtener estabilidad.
- Motor colocado más adecuadamente en el chasis del coche.
- Centro de gravedad más bajo.
- Encendido eléctrico con el nuevo sistema Bosch (en lugar de un tubo incandescente calentado por gas).

El nuevo motor desarrollado para el modelo se denominó oficialmente Daimler-Mercedes, una propuesta que el presidente de DMG aceptó sin problemas, ya que permitía superar el problema de que el nombre de Daimler en Francia era propiedad de Panhard & Levassor.
Durante los siguientes meses, Jellinek supervisó el desarrollo del nuevo automóvil, al principio mediante telegramas diarios, y luego viajando a Stuttgart. Recibió la primera unidad en la estación de tren de Niza el 22 de diciembre de 1900, que ya había sido vendida al barón Henri de Rothschild, propietario de otros coches de carreras.
En 1901, el coche asombró al mundo del automóvil. Jellinek volvió a ganar las carreras de Niza, superando fácilmente a sus oponentes en todas las clases de capacidad y alcanzando los 60 km/h. El director del Automóvil Club de Francia, Paul Meyan, afirmó: "Hemos entrado en la era Mercedes", una apreciación de la que se hicieron eco numerosos periódicos de todo el mundo.
Los récords establecidos por el nuevo modelo Mercedes de 35 CV asombraron a todo el mundo del automóvil. Las ventas de DMG se dispararon, su planta de Stuttgart estaba en funcionamiento a plena capacidad, y estaba consolidando su futuro como fabricante de automóviles, en lugar de simplemente un fabricante de motores que construía algunos automóviles. El número de empleados aumentó constantemente, pasando de 340 en 1900 a 2200 en 1904.
"Mercedes" no se presentó como nombre comercial de los modelos de automóviles DMG hasta el 23 de junio de 1902, pero pronto la empresa decidió utilizarlo para denominar a toda su línea de modelos de automóviles, y lo registró oficialmente el 26 de septiembre de 1902.